# Randy Chirino
Randy Yormein Chirino Serrano (San Carlos, Alajuela, Costa Rica, 16 de enero de 1996), conocido deportivamente como Randy Chirino (AFI: 'řaNdi t∫i'řino), es un futbolista costarricense que juega de mediocentro en la AD Ramonense de la  Segunda B de Linafa.  
Se formó como futbolista profesional en la cantera de San Carlos. Debutó con el primer equipo bajo las órdenes del técnico argentino Óscar Alegre, en el Torneo de Apertura 2013 de la Segunda División costarricense. Alcanzó un total de 15 apariciones y se proclamó subcampeón de la competencia. En el Clausura 2014 jugó 10 partidos y anotó un gol. Para el Apertura 2014 se afianzó como titular en el club, obteniendo un total de 19 compromisos y seis tantos. Además, se adjudicó nuevamente subcampeón.
Chirino fue progresando sobre el césped en la ofensiva, debido a sus cualidades de mucha llegada, destacando su velocidad y buen golpeo de balón. Estas características hicieron que fuera fichado por Generación Saprissa, conjunto en el cual marcó 14 goles en la temporada 2015-2016. Su presencia en el ataque y sobre todo, en ocasiones importantes de anotaciones, valieron el pase al Deportivo Saprissa, con tan solo 20 años. El entrenador Carlos Watson lo ascendió para que diera el salto definitivo a Primera División. Vistiendo la camiseta morada, se hizo con el título de Invierno 2016.
Fue parte de la Selección Sub-20 de Costa Rica en la Clasificación al Premundial de Concacaf de 2015, y con la Sub-23 participó en el Torneo Esperanzas de Toulon 2015.

## Trayectoria

### A. D. San Carlos

#### Temporada 2013-2014
Randy Chirino fue progresando de manera positiva en las categorías inferiores de San Carlos, hasta recalar en el equipo absoluto. Luego de que su club no jugara las jornadas 1 y 2 del Torneo de Apertura 2013 por situaciones administrativas, Chirino pudo debutar en la cuarta fecha del 24 de agosto, en la que su conjunto enfrentó a Siquirreña en el Estadio Carlos Ugalde; el delantero inició en la suplencia, pero ingresó como variante en el segundo tiempo por Starling Matarrita. El resultado terminó con victoria de 2-0, con goles de sus compañeros Josué Aguilar y Juan Vicente Solís. El 5 de septiembre apareció como titular en el partido de local contra Jicaral, en el cual recibió una falta de penal al minuto 3', que fue aprovechado por Maikol Mora. Posteriormente, al minuto 30', Randy marcaría un gol pero fue anulado por un presunto fuera de juego de su compañero Cristian Chaves. Finalmente, el marcador fue igualado a dos tantos. A lo largo del campeonato, Chirino fue ganando una posición en las alineaciones del entrenador Óscar Alegre. Sin embargo, fue cesado del club el 21 de septiembre y la directiva nombró a Orlando de León. Esto repercutió en que el atacante fuera relegado al banquillo. En la jornada 15, en el encuentro frente a Jicaral, el futbolista ingresó de cambio y brindó una asistencia a Andy Furtado, quien provocó el autogol del rival para el empate 1-1 momentáneo. No obstante, su equipo perdió con cifras de 2-1. Volvió a la titularidad el 10 de noviembre, en la victoria de 1-2 sobre Alajuela Junior. Al término de la fase de clasificación, los Toros del Norte alcanzaron el segundo lugar de la tabla de posiciones con 28 puntos, por lo que avanzaron a la ronda eliminatoria. El cotejo de ida de los cuartos de final se dio ante la Selección de Osa, en el Estadio de Ciudad Cortés. El delantero empezó como titular y salió de cambio por Furtado. El resultado acabó con triunfo de 1-2. Para la vuelta de local, el marcador fue de 2-1, nuevamente de victoria y el global fue de 4-2. Con esto, su equipo avanzó a la siguiente fase. El 30 de noviembre se desarrolló la ida de la semifinal frente a Turrialba en el Estadio Rafael Ángel Camacho. El único tanto de su compañero Andy Furtado valió para la victoria de 0-1. A pesar del empate a dos anotaciones en la vuelta, su conjunto logró avanzar a la última instancia. La final de ida se efectuó el 15 de diciembre, contra AS Puma Generaleña en el Estadio Carlos Ugalde. Randy apareció como titular y fue sustituido por Gerardo Sibaja. La igualdad de 1-1 prevaleció en el encuentro. Una semana después fue la vuelta en el Polideportivo de Pérez Zeledón, donde el jugador tuvo participación pero su club perdió con marcador de 2-0. Con este resultado, San Carlos obtuvo el subcampeonato de la competición. El atacante, por su parte, contabilizó 15 apariciones y no anotó goles.
El Torneo de Clausura 2014 comenzó oficialmente a partir del 11 de enero. Su equipo enfrentó la primera fecha contra Juventud Escazuceña en el Estadio Nicolás Masís. El delantero participó en la derrota de 2-1. El 18 de enero, en la segunda jornada ante Grecia, Chirino marcó su primer gol en Segunda División al minuto 17'. El encuentro se disputó de local en el Estadio Carlos Ugalde, donde el jugador realizó un cabezazo para adelantar a su conjunto. Sin embargo, el rival dio vuelta el marcador y este terminó con cifras de 1-2. El 20 de enero se confirmó la renuncia del entrenador por malos resultados; el cargo lo asumió el exfutbolista Géiner Segura, de manera interina. Dos días después, en el juego ante Turrialba, su club obtuvo una nueva derrota, esta vez de 3-0. Por otra parte, Chirino recibió tarjeta amarilla. La primera victoria de los Sancarleños se llevó a cabo el 25 de enero sobre Aserrí, juego correspondiente a la fecha 4. Randy asistió en dos ocasiones en los goles de sus compañeros Cristian Carrillo y Cristian Chaves. El marcador acabó 3-0. El 27 de enero se oficializó la llegada de Leonardo Moreira, para tomar el puesto de estratega. El 2 de febrero, mediante un comunicado de prensa, se anunció la salida del futbolista hacia Letonia, con el objetivo de incorporarse al FK Spartaks Jūrmala, de la Primera División de ese país. Tuvo un breve paso en el equipo, no comenzó la liga y regresó a San Carlos a finales de marzo. En la fecha 15 del 23 de marzo, Randy estuvo en el banquillo en la derrota de 3-2 contra Jicaral. Tres días después fue titular en la victoria de 2-0 frente a Guanacasteca. El 4 de abril no fue convocado en la última jornada, en el triunfo de 0-1 sobre Generación Saprissa en el Estadio El Labrador. Al finalizar la fase regular de la competencia, el equipo de San Carlos logró el segundo lugar de la tabla con 28 puntos, por lo que clasificó a la ronda de eliminación. El 11 de abril se efectuó el partido de ida de los cuartos de final, frente a Barrio México en el Estadio Carlos Ugalde. El delantero fue titular los 90 minutos y el resultado acabó empatado a una anotación. La vuelta se desarrolló el 19 de abril en el Estadio "Coyella" Fonseca. Randy fue partícipe en la acción que terminó en el tercer gol. El marcador finalizó con cifras de goleada 1-5. El 26 de abril se dio la ida de las semifinales, de local contra Escazuceña. Chirino fue titular en la pérdida de 1-3. El 3 de mayo, su conjunto llegó con la responsabilidad de revertir lo ocurrido del juego anterior, pero nuevamente concluyó con derrota, esta vez de 3-2. Con el resultado de 6-3 en el global, su club quedó eliminado. Por otra parte, el futbolista contabilizó 10 partidos disputados, de los cuales hizo una anotación.

#### Temporada 2014-2015
El primer juego del Torneo de Apertura 2014 se realizó el 16 de agosto, en el Estadio Nicolás Masís frente a Escazuceña. Su compañero Bill González adelantó a los Sancarleños, pero el rival igualó las cifras para el definitivo 1-1. Randy participó 77 minutos, recibió tarjeta amarilla y fue sustituido por Gustavo Jiménez. En la jornada 3, Chirino fue relegado al banquillo en el partido contra Generación Saprissa, pero ingresó como variante por José David Sánchez. El marcador fue de empate sin goles. El 7 de septiembre, en el partido frente a Liberia en el Estadio Edgardo Baltodano, el delantero marcó su primer tanto del campeonato; recibió un centro por parte de Cristian Chaves para colocar la igualdad de 2-2, resultado que terminó siendo definitivo. La jornada 10 se realizó en el Estadio Carlos Ugalde, en el inicio de la segunda vuelta ante Escazuceña. El atacante ingresó de cambio por Pablo Solano, y al minuto 64' anotó un gol; el marcador culminó con cifras de 4-3, con victoria. El 5 de octubre, en la visita de su equipo al Estadio Allen Riggioni contra Grecia, Chirino hizo el tercer tanto del compromiso al minuto 59', salió como variante por Yilmar Zea y el partido finalizó 0-3. En la siguiente fecha volvió a conseguir un gol, esta vez frente a Generación Saprissa al minuto 55', en el triunfo de 2-1. El 12 de octubre, Chirino anotó nuevamente, siendo su rival el Puntarenas en el Estadio "Lito" Pérez; la victoria de 2-3 consolidó a su conjunto. Una semana después, su club recibió en condición de local a Liberia. Durante el transcurso del juego, Randy recibió un pase preciso de Walter Villalobos y definió de manera extraordinaria por encima del portero rival. El gol del delantero valió para el nuevo triunfo. Su racha de 5 goles en 5 partidos terminó en la fecha 15, en el partido contra Jicaral, en el cual el delantero no fue convocado por lesión. Por otro lado, los Toros del Norte perdieron 3-1. Al concluir la etapa de clasificación, su equipo obtuvo el segundo lugar del grupo A con 30 puntos, lo que conlleva el avance a la siguiente ronda. El 16 de noviembre se llevó a cabo el encuentro de ida de los cuartos de final, en el Estadio Hamilton Villalobos ante Coto Brus. El delantero fue titular en la pérdida de 2-1. La vuelta terminó con triunfo de 1-0, con marcador global de 2-2, por lo que fueron requeridos los penales para decidir al ganador. La cifras de 5-4 favorecieron a los Sancarleños. El 30 de noviembre se desarrolló la semifinal de ida frente a Cariari, en el Estadio Carlos Ugalde. Chirino fue partícipe de la igualdad a un tanto. El 10 de diciembre fue la vuelta en el Estadio Comunal de Cariari; el único gol de su compañero Bill González dio la clasificación a su equipo a la última ronda. La final de ida se disputó el 13 de diciembre contra Barrio México en el Estadio "Coyella" Fonseca. El delantero estuvo los 90 minutos en la derrota de 2-1. El 21 de diciembre fue la vuelta en el escenario deportivo de San Carlos; Randy fue titular en el empate 2-2. Este resultado fue insuficiente debido al global de 3-4, ganando el subcampeonato del torneo. El jugador enfrentó 19 partidos y anotó 6 goles.
El 10 de enero fue la primera fecha del Torneo de Clausura 2015, en la que su club hizo frente a Escazuceña en el Estadio Nicolás Masís. Randy Chirino apareció como titular, recibió tarjeta amarilla, salió de cambio por Kirth Mclean y el marcador terminó en derrota de 2-1. Debido a situaciones reglamentarias en la segunda ronda del Apertura 2014, las rondas eliminatorias se repitieron, donde San Carlos estuvo instaurado en la final esperando al rival. En la final de ida, desarrollada el 14 de marzo, su equipo enfrentó al Puntarenas en el Estadio Carlos Ugalde. Chirino estuvo en la suplencia e ingresó de cambio por Fabián Araya. El marcador finalizó con una pérdida de 1-2. El 21 de marzo fue la vuelta en el Estadio "Lito" Pérez, donde su club volvió a perder, con cifras de 2-1. Con estos resultados, los Toros del Norte alcanzaron el subcampeonato de la competencia. A diferencia del encuentro de ida, el delantero inició como titular pero fue reemplazado por Yilmar Zea. El 7 de abril, el técnico Leonardo Moreira fue rescindido de su ocupación, para asignar a Géiner Segura como el nuevo estratega. En la conclusión de la etapa de grupos, los malos resultados tuvieron como consecuencia, la no clasificación de su conjunto a los cuartos de final. El atacante estuvo en 11 ocasiones y en 5 no fue convocado por asuntos de la selección costarricense.

### Generación Saprissa

#### Temporada 2015-2016
Randy Chirino fue fichado por Generación Saprissa, luego de su participación con el equipo Sancarleño. Su conjunto debutó en el Torneo de Apertura 2015 el 16 de agosto, en la visita a Jicaral Sercoba. El marcador fue de derrota 1-0. El 22 de agosto anotó en el empate de 3-3 contra Escazuceña, en el Estadio El Labrador. El 26 de agosto estuvo en el juego frente a su exequipo, en el Estadio Carlos Ugalde. Chirino marcó el empate momentáneo 1-1 al minuto 33', pero el rival terminó ganando con cifras de 3-2. Al término de la fase regular del campeonato, el atacante contabilizó 10 goles y su club quedó en el noveno puesto del grupo A, con 15 puntos.
La primera fecha del Torneo de Clausura 2016 fue el 17 de enero. De igual manera que en el inicio de la competencia anterior, el rival fue Jicaral en el Estadio Luis Briceño. El marcador terminó en derrota de 2-1. Durante el torneo, Randy marcó cuatro goles, y catorce en el acumulado de la temporada, ubicándose en el séptimo puesto de máximos anotadores. El equipo tibaseño alcanzó el quinto puesto de la tabla de posiciones, con 19 puntos.

### Deportivo Saprissa

#### Temporada 2016-2017
El 16 de junio de 2016, Carlos Watson, entrenador del Deportivo Saprissa, confirmó en conferencia de prensa la desaparición del equipo de Segunda División. Debido a esto, Chirino y otros compañeros fueron ascendidos a la categoría absoluta. Fue presentado con la dorsal «16», donde realizó la pretemporada. En el encuentro de preparación del 2 de julio ante Liberia, en el Estadio Edgardo Baltodano, el delantero entró en el segundo tiempo, y marcó el gol para el empate momentáneo de 2-2 al minuto 61'. Posteriormente, su compañero y recién incorporado Anllel Porras consiguió el tanto de la victoria 2-3. Con este resultado, su conjunto se adjudicó campeón de la Copa La Anexión, competencia de carácter amistoso. En la primera fecha del Campeonato de Invierno 2016, su equipo hizo frente al recién ascendido San Carlos, el 16 de julio en el Estadio Nacional. Sus compañeros Ulises Segura, David Guzmán y Rolando Blackburn anotaron, pero el empate de 3-3 prevaleció hasta el final del juego. Chirino, por su parte, estuvo solamente en el primer tiempo, ya que en el segundo fue sustituido por Blackburn. El 18 de agosto se inauguró la Concacaf Liga de Campeones donde su equipo, en condición de local, tuvo como adversario al Dragón de El Salvador. El futbolista apareció como titular, pero fue reemplazado por Ulises Segura al minuto 63'. No obstante, el partido culminó en triunfo abultado de 6-0. El 25 de agosto se desarrolló la segunda fecha de la competencia continental, de nuevo contra los salvadoreños, pero de visitante en el Estadio Cuscatlán. Tras los desaciertos de sus compañeros en acciones claras de gol, el resultado de 0-0 se vio reflejado al término de los 90 minutos. La tercera jornada del torneo del área se llevó a cabo el 14 de septiembre, en el Estadio Ricardo Saprissa contra el Portland Timbers de Estados Unidos. A pesar de que su club inició perdiendo desde el minuto 4', logró sobreponerse a la situación tras desplegar un sistema ofensivo. Los goles de sus compañeros Fabrizio Ronchetti y el doblete de Marvin Angulo, sumado a la anotación en propia del futbolista rival Jermaine Taylor, fueron suficientes para el triunfo de 4-2. El 19 de octubre se tramitó el último encuentro de la fase de grupos, por segunda vez ante los estadounidenses, en el Providence Park de Portland, Oregon. El jugador no fue convocado, y el desenlace del compromiso finiquitó igualado a un tanto, dándole la clasificación de los morados a la etapa eliminatoria de la competencia. En el vigésimo segundo partido de la primera fase de la liga nacional, su conjunto enfrentó a Liberia en el Estadio Ricardo Saprissa. El marcador de 3-1 aseguró el liderato para su grupo con 49 puntos, y además un cupo para la cuadrangular final. El 15 de diciembre su equipo venció 2-0 al Herediano, para obtener el primer lugar de la última etapa del certamen y así proclamarse campeón automáticamente. Con esto, los morados alcanzaron la estrella número «33» en su historia y Chirino logró el primer título de liga en su carrera. Estadísticamente, contabilizó 6 apariciones para un total de 165 minutos disputados.
Para el inicio del Campeonato de Verano 2017 que se llevó a cabo el 8 de enero, el equipo saprissista tuvo la visita al Estadio Carlos Ugalde, donde enfrentó a San Carlos. Por su parte, Randy Chirino no fue tomado en consideración para este juego, mientras que el marcador fue con derrota de 1-0. El 18 de febrero, en el compromiso de los morados de local frente a Liberia, en el Estadio "Fello" Meza de Cartago, Chirino tuvo su debut como titular en la victoria con cifras de goleada 4-1. La reanudación de la Liga de Campeones de la Concacaf, en la etapa de ida de los cuartos de final, tuvo lugar el 21 de febrero, fecha en la que su club recibió al Pachuca de México en el Estadio Ricardo Saprissa. El mediocentro ingresó de relevo por Marvin Angulo al minuto 83', y el trámite del encuentro se consumió en empate sin anotaciones. El 28 de febrero fue el partido de vuelta del torneo continental, en el Estadio Hidalgo. Las cifras finales fueron de 4-0 a favor de los Tuzos. El 19 de marzo concretó su primer tanto de la máxima categoría costarricense, de local contra el Herediano. El atacante entró de cambio por el uruguayo Fabrizio Ronchetti en el segundo tiempo, y al minuto 85' recibió un pase del argentino Mariano Torres para ejecutar un tiro en la portería de Leonel Moreira. Su gol fue el de la victoria 2-0. El 12 de abril, en el áspero partido contra Pérez Zeledón en el Estadio Ricardo Saprissa, su club estuvo por debajo en el marcador por el gol del adversario en tan solo cuatro minutos después de haber iniciado el segundo tiempo. El bloque defensivo de los generaleños le cerró los espacios a los morados para desplegar el sistema ofensivo del entrenador Carlos Watson, pero al minuto 85', su compañero Daniel Colindres brindó un pase filtrado al uruguayo Fabrizio Ronchetti para que este definiera con un remate de pierna izquierda. Poco antes de finalizada la etapa complementaria, el defensor Dave Myrie hizo el gol de la ganancia 2-1. Con este resultado, los saprissistas aseguraron el liderato del torneo a falta de un compromiso de la fase de clasificación. A causa de la derrota 1-2 de local ante el Santos de Guápiles, su equipo alcanzó el tercer puesto de la cuadrangular y por lo tanto quedó instaurado en la última instancia al no haber obtenido nuevamente el primer sitio. El 17 de mayo se desarrolló el juego de ida de la final contra el Herediano, en el Estadio Rosabal Cordero. El delantero no vio acción por lesión en la pérdida de 3-0. En el partido de vuelta del 21 de mayo en el Estadio Ricardo Saprissa, los acontecimientos que liquidaron el torneo fueron de fracaso con números de 0-2 a favor de los oponentes, y un agregado de 0-5 en la serie global.

#### Temporada 2017-2018
El comienzo de su conjunto en el Torneo de Apertura 2017 se produjo el 30 de julio como local en el Estadio "Fello" Meza de Cartago contra Carmelita. Por otro lado, el jugador quedó fuera de convocatoria y el marcador culminó en victoria con cifras de 4-2. Debutó de manera formal el 3 de septiembre ante Grecia en el Estadio Ricardo Saprissa, tras ingresar de cambio por Marvin Angulo al minuto 73'. Los saprissistas avanzaron a la cuadrangular en el segundo sitio con 43 puntos, y al cierre de la misma, el conjunto tibaseño quedó sin posibilidades de optar por el título.
Con miras al Torneo de Clausura 2018, su equipo cambió de entrenador debido al retiro de Carlos Watson, siendo Vladimir Quesada —quien fuera el asistente la campaña anterior— el nuevo estratega. Chirino jugó 61 minutos en la primera fecha del 7 de enero ante Liberia en el Estadio Edgardo Baltodano, donde los morados triunfaron por 0-3. El 20 de marzo convirtió un gol de larga distancia sobre Grecia (2-2) —volviendo a marcar tras un año completo de no hacerlo—. El 20 de mayo se proclama campeón del torneo con su club luego de vencer al Herediano en la tanda de penales. Randy sumó un total de ocho apariciones con un solo tanto realizado.

#### Temporada 2018-2019
Debuta en el Torneo de Apertura 2018 el 22 de julio con victoria de su equipo por 2-1 sobre el Santos de Guápiles. Concluyó el certamen con nueve apariciones y sirvió una asistencia.
Afronta su primer partido del Torneo de Clausura 2019 el 13 de enero, en el empate de local a dos goles contra Limón.

### A. D. San Carlos
El 21 de mayo de 2019, se hizo oficial el fichaje de Chirino en San Carlos.

### Antigua Guatemala Fútbol Club

#### Temporada 2020 - 2021
El 9 de febrero del año 2021 se oficializó por medio de las redes sociales del Antigua Guatemala Fútbol Club de la Liga Nacional de Fútbol de Guatemala el fichaje del mediocampista para el torneo clausura 2020-2021. Randy Chirino se convierte en el séptimo fichaje del cuadro panza verde para el elausura 2021.

## Selección costarricense

### Categorías inferiores
El 14 de julio de 2014, Ronald Mora, entrenador de la Selección Sub-20 de Costa Rica, dio la lista de jugadores que viajarían a El Salvador para iniciar la clasificación al premundial de Concacaf. El técnico llamó a Chirino para afrontar esta competencia. La primera jornada se desarrolló el 17 de julio en el Estadio Cuscatlán frente a Guatemala. Su país no empezó de la mejor manera al perder con marcador de 1-0. Dos días después se dio el encuentro ante Honduras en el Estadio Las Delicias. Randy fue titular con la dorsal «15» y su compañero Berny Burke marcó un tanto que, posteriormente, sería insuficiente en el empate final de 1-1. El 21 de julio, su selección tuvo de nuevo una pérdida, esta vez de 2-3 contra Panamá. Debido al bajo rendimiento, su país cambió de director técnico y nombró al exfutbolista Harold Wallace. Dos días posteriores, los Ticos vencieron con cifras de 0-2 a Nicaragua, con anotaciones de Kenneth Cerdas y Randall Leal. El 27 de julio, en el cotejo frente a Belice, Chirino logró un Hat-Trick o triplete en los minutos 35', 80' y 91', en el triunfo con goleada de 6-0. El 29 de julio se disputó la última jornada ante El Salvador. Al minuto 44', el delantero inició la jugada y remató al marco rival, el guardameta soltó el balón y su compañero Albert Villalobos anotó para adelantar a su conjunto. El marcador final fue de 1-2, con victoria. Los costarricenses quedaron ubicados en el quinto puesto de la tabla de posiciones, con 10 puntos, por lo que no clasificaron a la ronda decisiva. Por otra parte, el atacante participó en todos los juegos y alcanzó tres goles.

#### Torneo Esperanzas de Toulon 2015
El 22 de mayo de 2015, el estratega Paulo Wanchope dio la nómina oficial de la Selección Sub-48 de Costa Rica, para la participación en el Torneo Esperanzas de Toulon en Francia. Randy Chirino apareció en la lista. El 27 de mayo fue el primer partido contra Países Bajos en el Stade Léo Lagrange. El delantero utilizó la dorsal «16» y empezó como titular. Salió como variante por Christian Martínez al minuto 41', y a pesar del doblete de su compañero David Ramírez, fue insuficiente en la pérdida con marcador de 3-2. El 31 de mayo quedó en el banquillo, en la victoria de 2-1 sobre Estados Unidos. El 2 de junio, en el tercer juego disputado en el Stade de Lattre de Tassigny, Chirino ingresó de cambio por Martínez al minuto 41', y el resultado fue de derrota 2-1. Dos días después se desarrolló la última jornada de la fase de grupos ante Catar, en la cual Randy fue titular pero abandonó como sustitución por Ariel Lassiter al minuto 57', quien en poco tiempo marcó el gol de la igualdad de 1-1. Al finalizar esta ronda, su conjunto obtuvo el cuarto lugar con 4 puntos.
| Copa                             | Sede    | Resultado      |
| -------------------------------- | ------- | -------------- |
| Torneo Esperanzas de Toulon 2015 | Francia | Fase de grupos |

## Clubes
| Club                          | País       | Año         |
| ----------------------------- | ---------- | ----------- |
| A. D. San Carlos              | Costa Rica | 2013 - 2015 |
| Generación Saprissa           | Costa Rica | 2015 - 2016 |
| Deportivo Saprissa            | Costa Rica | 2016 - 2019 |
| A. D. San Carlos              | Costa Rica | 2019 - 2021 |
| Antigua Guatemala Fútbol Club | Guatemala  | 2021        |
| Sporting F.C                  | Costa Rica | 2021 - 2022 |
| Escorpiones de Belén F.C      | Costa Rica | 2022 - 2023 |
| Santos de Guápiles            | Costa Rica | 2023 - 2025 |
| AD Ramonense                  | Costa Rica | 2025 - Act  |

## Palmarés

### Títulos nacionales
| Título                         | Club               | País       | Año  |
| ------------------------------ | ------------------ | ---------- | ---- |
| Primera División de Costa Rica | Deportivo Saprissa | Costa Rica | 2016 |
| Primera División de Costa Rica | Deportivo Saprissa | Costa Rica | 2018 |